# História da observação de Marte

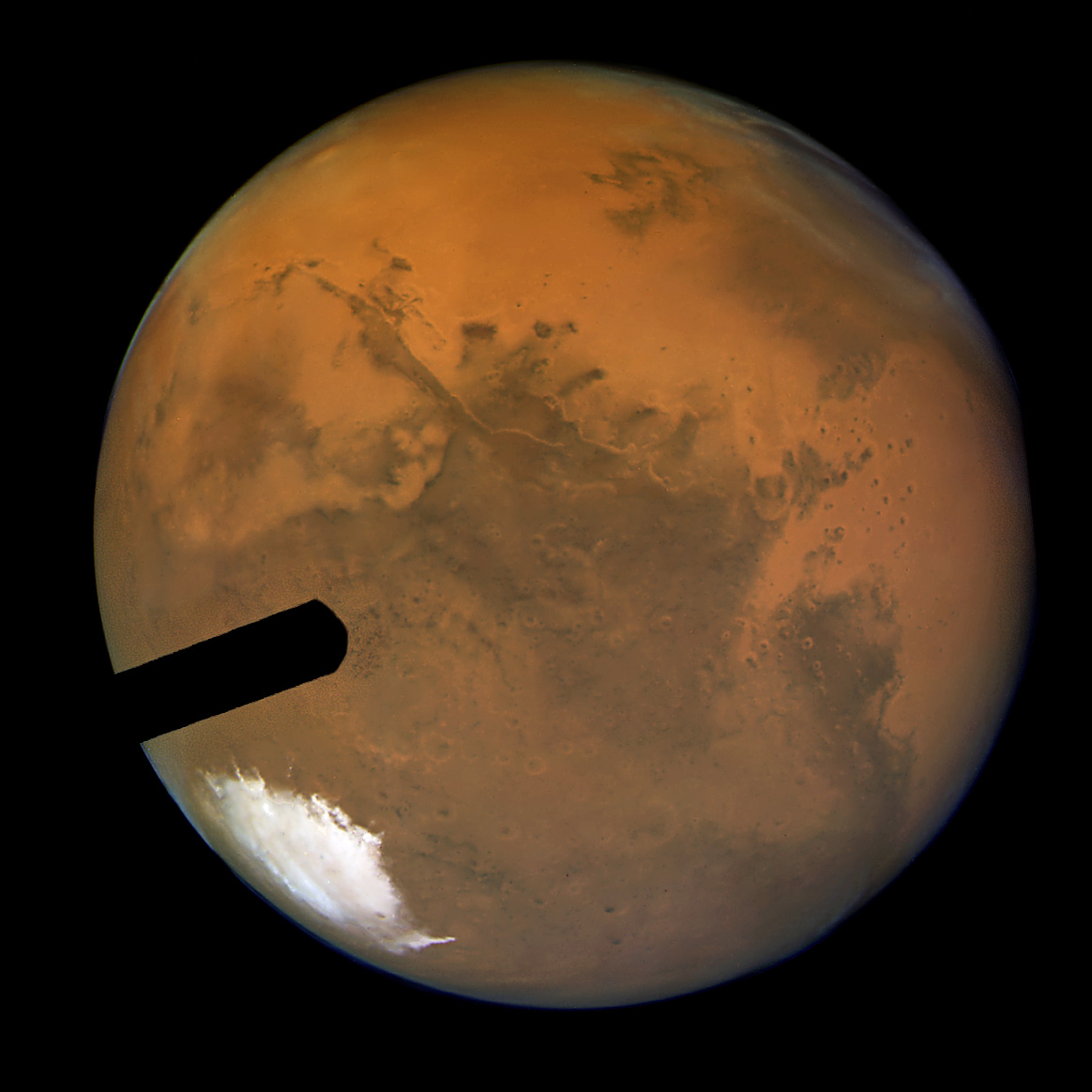
A visão mais nítida do Hubble de Marte: Embora o “dedo de Fastie” do ACS se intrometa, conseguiu uma escala espacial de 5 milhas, ou seja, 8 quilómetros por pixel em resolução total.

A história da observação de Marte refere-se ao registro histórico da observação do planeta Marte. Alguns dos primeiros registros da observação de Marte remontam à época dos antigos astrônomos egípcios [en], no segundo milênio a.C. Os registros chineses sobre os movimentos de Marte surgiram antes da fundação da dinastia Chou (1045 a.C.). Observações detalhadas da posição de Marte foram feitas por astrônomos babilônios, que desenvolveram técnicas aritméticas para prever a posição futura do planeta. Os filósofos gregos antigos e os astrônomos helenísticos desenvolveram um modelo geocêntrico para explicar os movimentos do planeta. As medições do diâmetro angular de Marte podem ser encontradas em textos gregos e indianos antigos. No século XVI, Nicolau Copérnico propôs um modelo heliocêntrico para o Sistema Solar, no qual os planetas seguem órbitas circulares em torno do Sol. Este modelo foi revisado por Johannes Kepler, que propôs uma órbita elíptica para Marte, que se ajustava mais corretamente aos dados observacionais.
A primeira observação telescópica de Marte foi realizada por Galileu Galilei em 1610. No espaço de um século, os astrônomos descobriram características distintas de albedo no planeta, incluindo a mancha escura Syrtis Major Planum e calotas polares. Conseguiram determinar o período de rotação e a inclinação axial do planeta. Essas observações foram feitas principalmente durante os intervalos de tempo em que o planeta se encontrava em oposição ao Sol, momento em que Marte se aproximava mais da Terra. Telescópios melhores desenvolvidos no início do século XIX permitiram que as características permanentes do albedo marciano fossem mapeadas em detalhe. O primeiro mapa de Marte foi publicado em 1840, seguido de mapas mais refinados a partir de 1877. Quando os astrônomos pensaram erroneamente que haviam detectado a assinatura espectroscópica de água na atmosfera marciana, a ideia de vida em Marte popularizou-se entre o público. Percival Lowell acreditava poder ver uma rede de canais artificiais em Marte, mas essas características lineares revelaram-se mais tarde uma ilusão de ótica, e a atmosfera foi considerada demasiado fina para suportar um ambiente semelhante ao da Terra.
Nuvens amarelas em Marte têm sido observadas desde a década de 1870, que Eugène M. Antoniadi sugeriu serem areia ou poeira soprada pelo vento. Durante a década de 1920, a temperatura da superfície marciana foi medida; variava entre -85 e 7 °C (-121 e 45 °F). A atmosfera do planeta era árida, com apenas vestígios de oxigênio e água. Em 1947, Gerard Kuiper mostrou que a fina atmosfera marciana continha uma grande quantidade de dióxido de carbono; aproximadamente o dobro da quantidade encontrada na atmosfera da Terra. A primeira nomenclatura padrão para as características do albedo de Marte foi adotada em 1960 pela União Astronômica Internacional. Desde a década de 1960, várias naves espaciais robóticas foram enviadas para explorar Marte a partir da órbita e da superfície. O planeta tem sido observado por instrumentos terrestres e espaciais em uma vasta gama do espectro eletromagnético. A descoberta de meteoritos na Terra com origem em Marte permitiu o exame laboratorial das condições químicas do planeta.

## Primeiros registros

Quando a Terra passar por Marte, este último planeta parecerá temporariamente inverter seu movimento no céu.

A existência de Marte como um objeto errante no céu noturno foi registrada pelos antigos astrônomos egípcios. No segundo milênio a.C., eles estavam familiarizados com o movimento retrógrado aparente do planeta, em que este parece mover-se na direção oposta à sua progressão normal no céu. Marte foi retratado no teto do túmulo de Seti I, no teto do Ramesseum e no mapa estelar de Senenmut. Este último é o mais antigo mapa estelar conhecido, datado de 1534 a.C., com base na posição dos planetas.
No período do Império Neo-Babilônico, os astrônomos babilônios faziam observações sistemáticas das posições e do comportamento dos planetas. Sabiam, por exemplo, que Marte fazia 37 períodos sinódicos, ou 42 circuitos do zodíaco, a cada 79 anos. Os babilônios inventaram métodos aritméticos para fazer pequenas correções às posições previstas dos planetas. Essa técnica derivava principalmente de medições de tempo — como a hora em que Marte se elevava acima do horizonte, em vez da posição menos exata conhecida do planeta na esfera celeste.
Os registros chineses das aparições e movimentos de Marte aparecem antes da fundação da dinastia Zhou (1045 a.C.) e, na dinastia Chin (221 a.C.), os astrônomos mantinham registros rigorosos das conjunções planetárias, incluindo as de Marte. As ocultações de Marte por Vênus foram registradas em 368, 375 e 405 d.C. O período e o movimento da órbita do planeta eram conhecidos em detalhes durante a dinastia Tang (618 d.C.).
Os primórdios da astronomia da Grécia antiga foram influenciados pelo conhecimento transmitido pela cultura mesopotâmica. Assim, os babilônios associaram Marte a Nergal, seu deus da guerra e da pestilência, e os gregos relacionaram o planeta com seu deus da guerra, Ares. Durante esse período, os movimentos dos planetas tinham pouco interesse para os gregos; a obra de Hesíodo, Os Trabalhos e os Dias (c. 650 a.C.), não faz qualquer menção aos planetas.

## Modelos orbitais

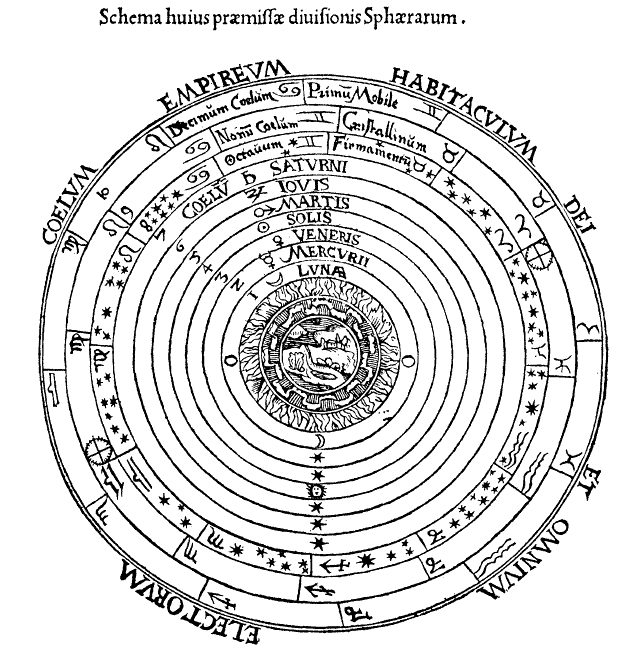
Modelo geocêntrico do universo.

Os gregos utilizavam a palavra planēton para se referir aos sete corpos celestes que se moviam em relação às estrelas de fundo e defendiam uma visão geocêntrica, na qual esses corpos se moviam em torno da Terra. Em sua obra A República (X.616E-617B), o filósofo grego Platão forneceu a mais antiga declaração conhecida que define a ordem dos planetas na tradição astronômica grega. Sua lista, em ordem do mais próximo ao mais distante da Terra, era a seguinte: a Lua, o Sol, Vênus, Mercúrio, Marte, Júpiter, Saturno e as estrelas fixas. Em seu diálogo Timeu, Platão propôs que a progressão desses objetos no céu dependia de sua distância, de modo que o objeto mais distante se movia mais lentamente.
Aristóteles, um aluno de Platão, observou uma ocultação de Marte pela Lua em 4 de maio de 357 a.C. A partir desse fato, concluiu que Marte deveria estar mais longe da Terra do que a Lua. Ele notou que outras ocultações de estrelas e planetas haviam sido observadas pelos egípcios e babilônios.{refn|group=Notas|Na China, os astrônomos registraram uma ocultação de Marte pela Lua em 69 a.C.} Aristóteles utilizou essas evidências observacionais para apoiar a sequência grega dos planetas. Sua obra Sobre o Céu apresentou um modelo do universo no qual o Sol, a Lua e os planetas giravam em torno da Terra a distâncias fixas. Uma versão mais sofisticada do modelo geocêntrico foi desenvolvida pelo astrônomo grego Hiparco, que propôs que Marte se movia ao longo de uma trajetória circular chamada epiciclo, que, por sua vez, orbitava em torno da Terra ao longo de um círculo maior chamado deferente.
No Egito romano, durante o século II d.C., Claudius Ptolemaeus (Ptolomeu) tentou resolver o problema do movimento orbital de Marte. As observações de Marte mostraram que o planeta parecia mover-se 40% mais rápido em um lado de sua órbita do que no outro, em conflito com o modelo aristotélico de movimento uniforme. Ptolomeu modificou o modelo de movimento planetário, acrescentando um equante do centro da órbita circular do planeta, em torno do qual o planeta se movia a uma velocidade angular uniforme. Ele propôs que a ordem dos planetas, por distância crescente, fosse: a Lua, Mercúrio, Vênus, Sol, Marte, Júpiter, Saturno e as estrelas fixas. O modelo de Ptolomeu e seu trabalho coletivo sobre astronomia foram apresentados na coleção de vários volumes Almagesto, que se tornou o tratado de referência da astronomia ocidental durante os catorze séculos seguintes.
Em 1543, Nicolau Copérnico publicou um modelo heliocêntrico em sua obra De revolutionibus orbium coelestium. Essa abordagem colocou a Terra em uma órbita em torno do Sol, entre as órbitas circulares de Vênus e Marte. Seu modelo explicou com sucesso a razão pela qual os planetas Marte, Júpiter e Saturno estavam no lado oposto do céu em relação ao Sol sempre que estavam no meio de seus movimentos retrógrados. Copérnico conseguiu classificar os planetas em sua ordem heliocêntrica correta, baseando-se apenas no período de suas órbitas em torno do Sol. Sua teoria ganhou gradualmente aceitação entre os astrônomos europeus, particularmente após a publicação das Tabelas Prutênicas [en] pelo astrônomo alemão Erasmus Reinhold em 1551, que foram calculadas utilizando o modelo de Copérnico.
Em 13 de outubro de 1590, o astrônomo alemão Michael Maestlin observou uma ocultação de Marte por Vênus. Um de seus alunos, Johannes Kepler, tornou-se rapidamente adepto do sistema de Copérnico. Após a conclusão de seus estudos, Kepler tornou-se assistente do nobre e astrônomo dinamarquês Tycho Brahe. Com acesso às observações detalhadas de Tycho sobre Marte, Kepler começou a trabalhar matematicamente na elaboração de um substituto para as Tabelas Prutênicas. Depois de falhar repetidamente em ajustar o movimento de Marte a uma órbita circular, como exigido pelo copernicanismo, ele conseguiu corresponder às observações de Tycho assumindo que a órbita era uma elipse e que o Sol estava localizado em um dos focos. Seu modelo tornou-se a base para as leis do movimento planetário de Kepler, que foram publicadas em sua obra em vários volumes Epitome Astronomiae Copernicanae (Epítome da Astronomia Copernicana), entre 1615 e 1621.

## Primeiras observações telescópicas
Na sua aproximação mais próxima, o diâmetro angular de Marte é de 25 arcosegundos (uma unidade de grau); isso é muito pequeno para ser resolvido a olho nu. Por isso, antes da invenção do telescópio, nada se sabia sobre o planeta além da sua tonalidade avermelhada e da sua posição no céu. O cientista italiano Galileu Galilei foi a primeira pessoa conhecida a utilizar um telescópio para fazer observações astronômicas. Os seus registros indicam que ele começou a observar Marte através de um telescópio em setembro de 1610. Esse instrumento era demasiado primitivo para mostrar qualquer detalhe da superfície do planeta, pelo que Galileu estabeleceu o objetivo de verificar se Marte apresentava fases de escuridão parcial semelhantes às de Vênus ou da Lua. Apesar de não ter certeza do seu sucesso, em dezembro ele notou que Marte tinha diminuído de tamanho angular. O astrônomo polonês Johannes Hevelius conseguiu observar uma fase de Marte em 1645.

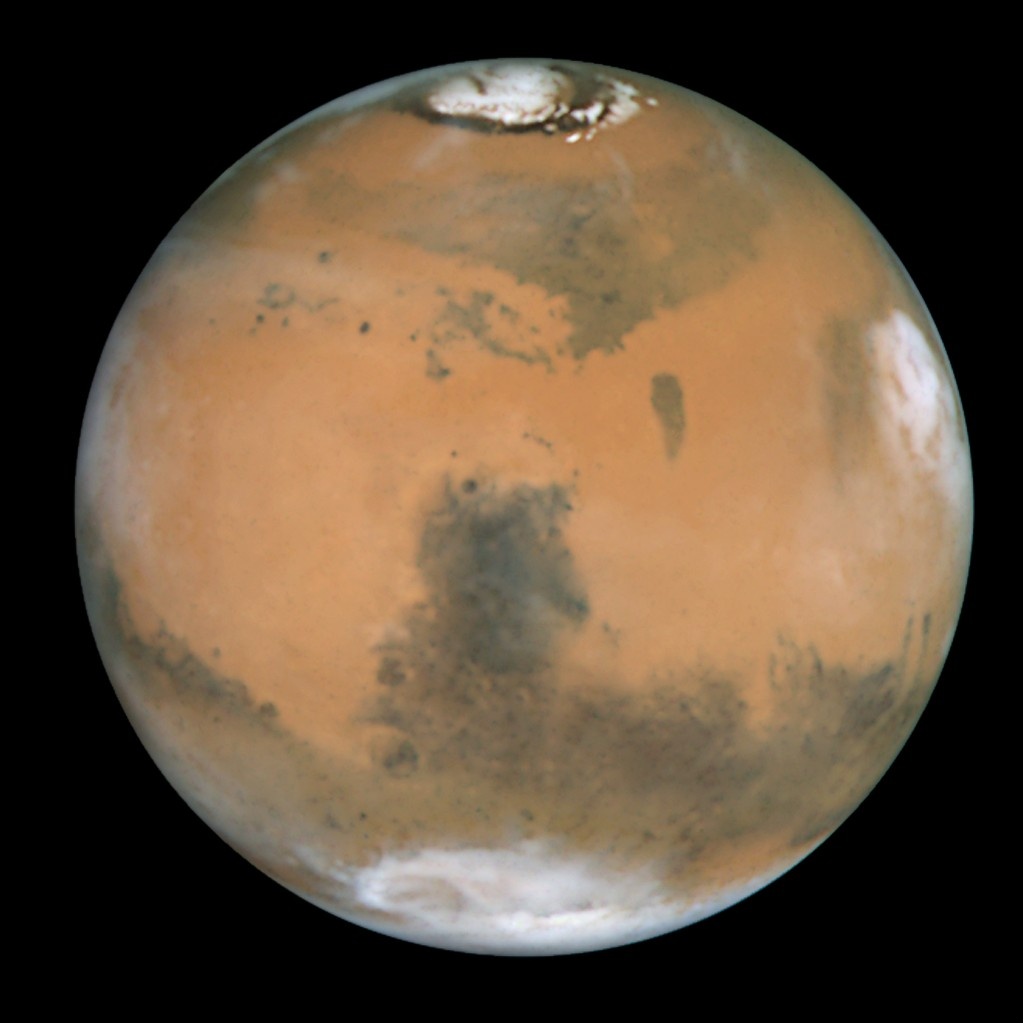
A característica de baixo albedo Syrtis Major é visível no centro do disco. Imagem da NASA/HST.

Em 1644, o jesuíta italiano Daniello Bartoli [en] relatou ter visto duas manchas mais escuras em Marte. Durante as oposições de 1651, 1653 e 1655, quando o planeta se aproximou mais da Terra, o astrônomo italiano Giovanni Battista Riccioli e seu aluno Francesco Maria Grimaldi observaram manchas de refletividade diferente em Marte. A primeira pessoa a desenhar um mapa de Marte que mostrava as características do terreno foi o astrônomo holandês Christiaan Huygens. Em 28 de novembro de 1659, ele fez uma ilustração de Marte que mostrava a distinta região escura agora conhecida como Syrtis Major Planum, e possivelmente uma das calotas polares. No mesmo ano, ele conseguiu medir o período de rotação do planeta, estimando-o em aproximadamente 24 horas. Ele também fez uma estimativa aproximada do diâmetro de Marte, calculando que era cerca de 60% do tamanho da Terra, o que se compara bem com o valor moderno de 53%. Talvez a primeira menção definitiva da calota polar sul de Marte tenha sido feita pelo astrônomo italiano Giovanni Domenico Cassini, em 1666. Nesse mesmo ano, ele usou observações das marcas na superfície de Marte para determinar um período de rotação de 24 horas e 40 minutos. Esse valor difere do valor atualmente aceito em menos de três minutos. Em 1672, Huygens observou uma capa branca difusa no polo norte.
Depois que Cassini se tornou o primeiro diretor do Observatório de Paris, em 1671, ele abordou o problema da escala física do Sistema Solar. A dimensão relativa das órbitas planetárias era conhecida por meio da terceira lei de Kepler, de modo que o que era necessário era a dimensão real de uma das órbitas dos planetas. Para esse fim, a posição de Marte foi medida em relação às estrelas de fundo a partir de diferentes pontos da Terra, medindo assim a paralaxe diurna do planeta. Durante esse ano, o planeta estava passando pelo ponto de sua órbita em que estava mais próximo do Sol (uma oposição periélica), o que fez com que essa fosse uma aproximação particularmente próxima da Terra. Cassini e Jean Picard determinaram a posição de Marte a partir de Paris, enquanto o astrônomo francês Jean Richer fez medições a partir de Caiena, na América do Sul. Embora essas observações tenham sido dificultadas pela qualidade dos instrumentos, a paralaxe calculada por Cassini ficou a 10% do valor correto. O astrônomo inglês John Flamsteed fez tentativas de medição comparáveis e obteve resultados semelhantes.
Em 1704, o astrônomo italiano Jacques Philippe Maraldi [en] fez um estudo sistemático da calota sul e observou que ela sofria variações à medida que o planeta girava. Esse fato indicava que a calota não estava centrada no polo. O astrônomo britânico nascido na Alemanha, Sir William Herschel, começou a fazer observações de Marte em 1777, particularmente das calotas polares do planeta. Em 1781, ele notou que a calota sul parecia "extremamente grande", o que ele atribuiu ao fato de que esse polo havia estado na escuridão durante os últimos doze meses. Em 1784, a calota sul parecia muito menor, sugerindo que as calotas variavam com as estações do planeta e que, portanto, eram feitas de gelo. Em 1781, ele estimou o período de rotação de Marte em 24 horas, 39 minutos e 21,67 segundos e mediu a inclinação axial dos polos do planeta em relação ao plano orbital em 28,5°. Ele observou que Marte tinha uma "atmosfera considerável, mas moderada, de modo que seus habitantes provavelmente desfrutam de uma situação em muitos aspectos semelhante à nossa". Entre 1796 e 1809, o astrônomo francês Honoré Flaugergues [en] observou escurecimentos em Marte, sugerindo que "véus de cor ocre" cobriam a superfície. Esse pode ser o relato mais antigo de nuvens amarelas ou tempestades em Marte.

## Período geográfico
No início do século XIX, as melhorias no tamanho e na qualidade da óptica dos telescópios representaram um avanço significativo na capacidade de observação. O mais notável desses aprimoramentos foi a lente acromática de dois componentes do oftalmologista alemão Joseph von Fraunhofer, que eliminou essencialmente o coma — um efeito óptico que pode distorcer a borda exterior da imagem. Em 1812, Fraunhofer conseguiu criar uma lente objetiva acromática com 190 mm (7,5 polegadas) de diâmetro. O tamanho dessa lente primária é o principal fator para determinar a capacidade de captação de luz e a resolução de um telescópio refrator. Durante a oposição de Marte, em 1830, os astrônomos alemães Johann Heinrich von Mädler [en] e Wilhelm Beer utilizaram um telescópio refrator Fraunhofer de 95 mm (3,7 polegadas) para iniciar um estudo exaustivo do planeta. Eles escolheram como ponto de referência um local situado 8° ao sul do equador. Esse ponto foi posteriormente designado como Sinus Meridiani [en] e tornou-se o meridiano zero de Marte). Durante suas observações, eles estabeleceram que a maioria das características da superfície de Marte eram permanentes e determinaram com maior precisão o período de rotação do planeta. Em 1840, Mädler combinou dez anos de observações para desenhar o primeiro mapa de Marte. Em vez de darem nomes às várias marcas, Beer e Mädler designaram-nas simplesmente com letras; assim, a Baía Meridiana (Sinus Meridiani) recebeu a letra “a”.
Trabalhando no Observatório do Vaticano durante a oposição de Marte em 1858, o astrônomo italiano Angelo Secchi observou uma grande formação triangular azul, à qual deu o nome de “Escorpião Azul”. Essa mesma formação sazonal, semelhante a uma nuvem, foi vista pelo astrônomo inglês J. Norman Lockyer em 1862 e tem sido observada por outros estudiosos. Durante a oposição de 1862, o astrônomo holandês Frederik Kaiser [en] produziu desenhos de Marte. Ao comparar suas ilustrações com as de Huygens e do filósofo natural inglês Robert Hooke, ele conseguiu refinar o período de rotação de Marte. Seu valor de 24 horas, 37 minutos e 22,6 segundos tem uma precisão de um décimo de segundo.

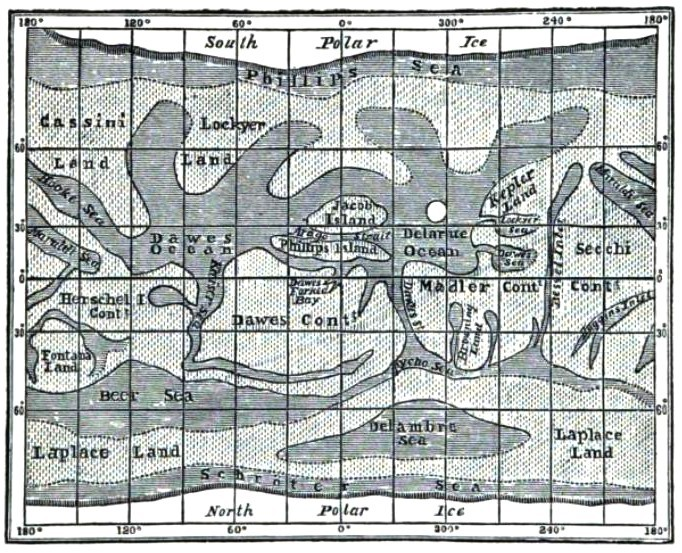
Um mapa antigo do planeta Marte, por Richard A. Proctor.

O Padre Secchi produziu algumas das primeiras ilustrações coloridas de Marte em 1863. Ele utilizou os nomes de exploradores famosos para designar as características distintas do planeta. Em 1869, observou dois traços lineares escuros na superfície, que chamou de canali, termo que significa "canais" ou "ranhuras" em italiano. Em 1867, o astrônomo inglês Richard A. Proctor [en] criou um mapa mais detalhado de Marte, baseado nos desenhos de 1864 feitos pelo astrônomo inglês William Rutter Dawes. Proctor nomeou as diversas áreas mais claras ou mais escuras em homenagem a astrônomos, do passado e do presente, que haviam contribuído para as observações de Marte. Durante a mesma década, mapas e nomenclaturas comparáveis foram produzidos pelo astrônomo francês Camille Flammarion e pelo astrônomo inglês Nathaniel Green.

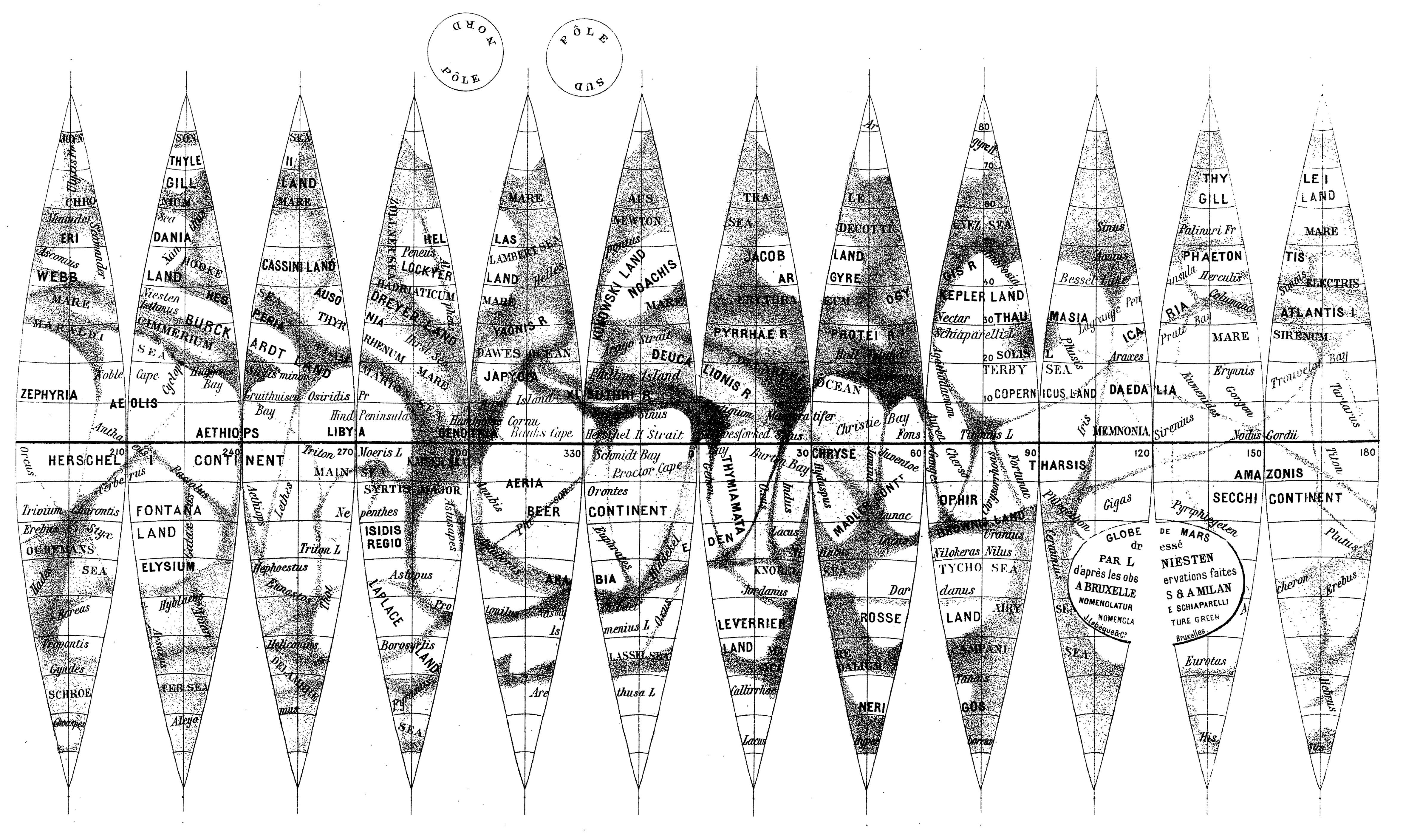
Atlas de Marte pelo astrônomo belga Louis Niesten. O mapa foi feito para ser dobrado em torno de uma esfera, construindo assim um pequeno globo de Marte. As dimensões são 22 cm x 10 cm. A cartela contém os seguintes dizeres: GLOBO DE MARS / dressé / PAR L. NIESTEN / d'après les observations faites / À BRUXELLES & À MILAN / NOMENCLATURE SCHIAPARELLI / NOMENCLATURE GREEN / J. Lebèque & C.° Bruxelles. Niesten fez o Atlas de acordo com observações feitas em Bruxelas e Milão, seguindo a nomenclatura de Schiaparelli e Green. Publicado por J. Lebèque & Co, Brusells. O sul está acima.

Na Universidade de Leipzig, entre 1862 e 1864, o astrônomo alemão Johann Zöllner desenvolveu um fotômetro personalizado para medir a refletividade da Lua, dos planetas e das estrelas brilhantes. Para Marte, ele obteve um albedo de 0,27. Entre 1877 e 1893, os astrônomos alemães Gustav Müller [en] e Paul Kempf [en] observaram Marte usando o fotômetro de Zöllner. Eles encontraram um pequeno coeficiente de fase — a variação da refletividade com o ângulo —, indicando que a superfície de Marte é lisa e sem grandes irregularidades. Em 1867, o astrônomo francês Pierre Janssen e o astrônomo britânico William Huggins utilizaram espectroscópios para examinar a atmosfera de Marte. Ambos compararam o espectro óptico de Marte com o da Lua. Como o espectro desta última não apresentava linhas de absorção de água, acreditaram ter detectado a presença de vapor de água na atmosfera de Marte. Esse resultado foi confirmado pelo astrônomo alemão Hermann Carl Vogel, em 1872, e pelo astrônomo inglês Edward W. Maunder, em 1875, mas posteriormente foi questionado. Em 1882, um artigo publicado na Scientific American discutia a neve nas regiões polares de Marte e especulava sobre a possibilidade de existirem correntes oceânicas.
Uma oposição periélica particularmente favorável ocorreu em 1877. O astrônomo escocês David Gill aproveitou essa oportunidade para medir a paralaxe diurna de Marte a partir da Ilha da Ascensão, o que resultou em uma estimativa de paralaxe de 8,78 ± 0,01 segundos de arco. Usando esse resultado, ele foi capaz de determinar com maior precisão a distância da Terra ao Sol, com base no tamanho relativo das órbitas de Marte e da Terra. Ele notou que a borda do disco de Marte parecia difusa devido à sua atmosfera, o que limitava a precisão que ele poderia obter para a posição do planeta.
Em agosto de 1877, o astrônomo americano Asaph Hall descobriu as duas luas de Marte usando um telescópio de 660 mm (26 polegadas) no Observatório Naval dos Estados Unidos. Os nomes dos dois satélites, Fobos e Deimos, foram escolhidos por Hall com base em uma sugestão de Henry Madan [en], um professor de ciências do Eton College, na Inglaterra.

## Canais marcianos

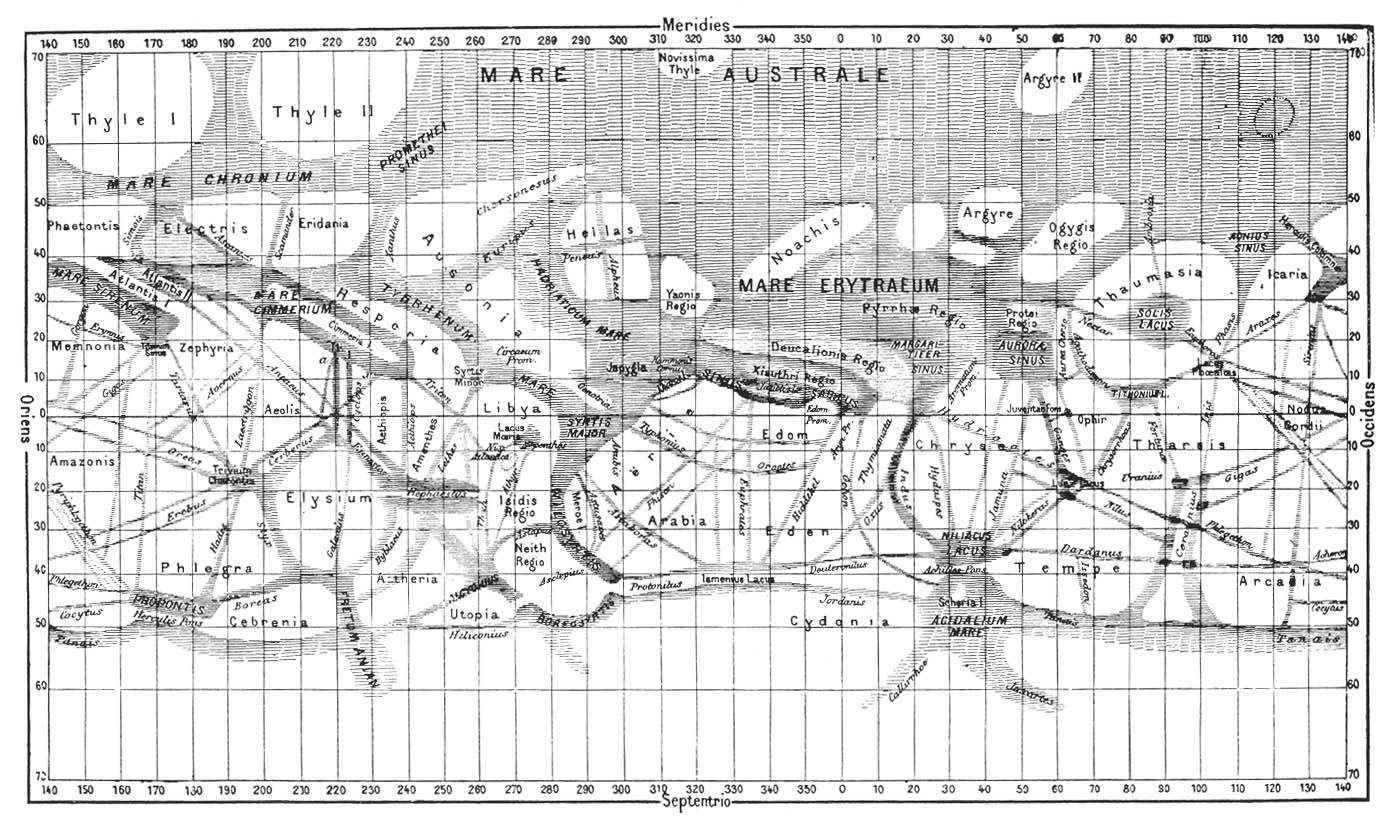
A legenda da fonte diz: “O mapa de Marte de Giovanni Schiaparelli, compilado no período de 1877 a 1886, usava nomes baseados na geografia clássica ou eram simplesmente termos descritivos; por exemplo, Mare australe (Mar do Sul). A maioria desses nomes de lugares ainda é usada atualmente. Flammarion, La Planète Mars”.

Durante a oposição de 1877, o astrônomo italiano Giovanni Schiaparelli usou um telescópio de 22 cm para ajudar a produzir o primeiro mapa detalhado de Marte. Esses mapas incluíam elementos que ele chamou de canali, que mais tarde se verificou serem uma ilusão de ótica. Esses canali eram supostamente longas linhas retas na superfície de Marte, às quais ele deu nomes de rios famosos da Terra. O termo canali foi popularmente mal traduzido para o inglês como canals (canais). Em 1886, o astrônomo inglês William F. Denning observou que essas características lineares eram de natureza irregular e apresentavam concentrações e interrupções. Em 1895, o astrônomo inglês Edward Maunder convenceu-se de que os traços lineares eram apenas a soma de muitos detalhes menores.
Em sua obra de 1892, La planète Mars et ses conditions d'habitabilité, Camille Flammarion escreveu sobre como esses canali se assemelhavam a canais feitos pelo homem, que uma raça inteligente poderia usar para redistribuir água em um mundo marciano em declínio. Ele defendeu a existência de tais habitantes e sugeriu que eles poderiam ser mais avançados do que os humanos.

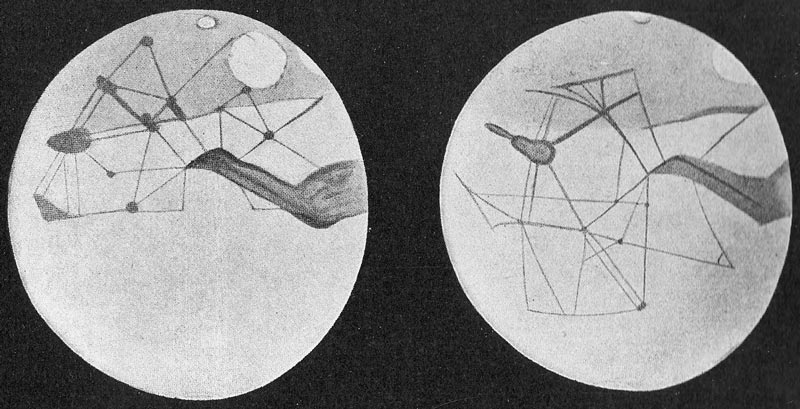
Canais marcianos retratados por Percival Lowell.

Influenciado pelas observações de Schiaparelli, Percival Lowell fundou um observatório com telescópios de 30 e 45 cm (12 e 18 polegadas). O observatório foi usado para a exploração de Marte durante a última boa oportunidade em 1894 e nas oposições menos favoráveis que se seguiram. Ele publicou livros sobre Marte e a vida no planeta, que tiveram grande influência no público. Os canali foram observados por outros astrônomos, como Henri Joseph Perrotin e Louis Thollon, que utilizaram um refrator de 38 cm no Observatório de Nice, na França, um dos maiores telescópios da época.
A partir de 1901, o astrônomo americano A. E. Douglass [en] tentou fotografar as características dos supostos canais de Marte. Esses esforços pareceram ter sucesso quando o astrônomo americano Carl O. Lampland publicou fotografias dos supostos canais em 1905. Embora esses resultados tenham sido amplamente aceitos, foram contestados pelo astrônomo grego Eugène M. Antoniadi, pelo naturalista inglês Alfred Russel Wallace e outros, que os consideravam meramente imaginários. Com o uso de telescópios maiores, foram observados menos canais longos e retos. Durante uma observação realizada em 1909 por Flammarion com um telescópio de 84 cm (33 polegadas), foram observados padrões irregulares, mas nenhum canali foi visto.
A partir de 1909, Eugène Antoniadi ajudou a refutar a teoria dos canali marcianos, observando através do grande refrator de Meudon [en], a Grande Lunette (lente de 83 cm). Uma combinação de três fatores de observação foi crucial: o uso do terceiro maior refrator do mundo, Marte em oposição e um clima excepcionalmente claro. Os canais se dissolveram diante dos olhos de Antoniadi em vários “pontos e manchas” na superfície de Marte.

## Aperfeiçoamento dos parâmetros planetários

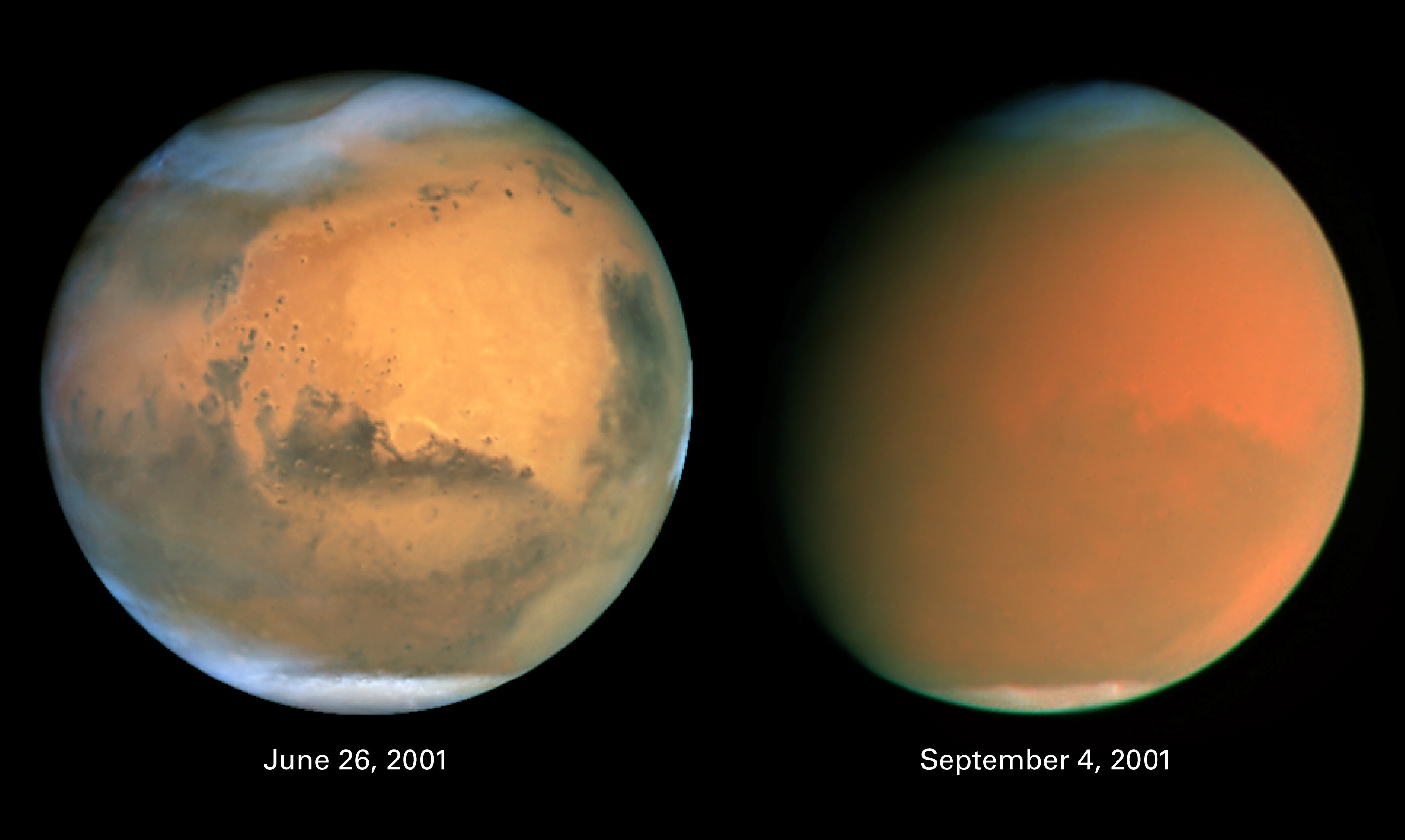
Na imagem da esquerda, nuvens marcianas finas são visíveis perto das regiões polares. À direita, a superfície de Marte é obscurecida por uma tempestade de poeira. Imagens da NASA/HST

O obscurecimento da superfície causado por nuvens amarelas já havia sido registrado na década de 1870, quando foram observadas por Schiaparelli. Evidências de tais nuvens foram observadas durante as oposições de 1892 e 1907. Em 1909, Antoniadi notou que a presença de nuvens amarelas estava associada ao obscurecimento das características do albedo. Ele descobriu que Marte aparecia mais amarelo durante as oposições, quando o planeta estava mais próximo do Sol e recebia mais energia. Ele sugeriu que a causa das nuvens era a areia ou poeira soprada pelo vento.
Em 1894, o astrônomo americano William W. Campbell descobriu que o espectro de Marte era idêntico ao espectro da Lua, lançando dúvidas sobre a teoria crescente de que a atmosfera de Marte era semelhante à da Terra. Detecções anteriores de água na atmosfera de Marte foram explicadas por condições desfavoráveis, e Campbell determinou que a assinatura da água provinha inteiramente da atmosfera da Terra. Embora concordasse que as calotas de gelo indicavam a existência de água na atmosfera, ele não acreditava que as calotas fossem suficientemente grandes para permitir a detecção do vapor de água. Na época, os resultados de Campbell foram considerados controversos e criticados por membros da comunidade astronômica, mas foram confirmados pelo astrônomo americano Walter S. Adams em 1925.
O astrônomo alemão Hermann Struve usou as mudanças observadas nas órbitas das luas marcianas para determinar a influência gravitacional da forma oblata do planeta. Em 1895, ele utilizou esses dados para estimar que o diâmetro equatorial era 1/190 maior do que o diâmetro polar. Em 1911, ele refinou o valor para 1/192. Esse resultado foi confirmado pelo meteorologista americano Edgar W. Woolard [en] em 1944.
Usando um termopar de vácuo ligado ao Telescópio Hooker de 2,54 m no Observatório Mount Wilson, em 1924, os astrônomos americanos Seth Barnes Nicholson e Edison Pettit [en] conseguiram medir a energia térmica irradiada pela superfície de Marte. Eles determinaram que a temperatura variava entre -68 °C (-90 °F) no polo e 7 °C (45 °F) no ponto médio do disco (correspondente ao equador). No início do mesmo ano, o físico americano William Coblentz e o astrônomo americano Carl Otto Lampland realizaram medições da energia radiada de Marte. Os resultados mostraram que a temperatura noturna em Marte caía para -85 °C (-121 °F), indicando uma “enorme flutuação diurna” nas temperaturas. A temperatura das nuvens marcianas foi medida em -30 °C (-22 °F). Em 1926, medindo linhas espectrais que foram desviadas para o vermelho pelos movimentos orbitais de Marte e da Terra, o astrônomo americano Walter Sydney Adams foi capaz de medir diretamente a quantidade de oxigênio e vapor de água na atmosfera de Marte. Ele determinou que “condições desérticas extremas” eram predominantes em Marte. Em 1934, Adams e o astrônomo americano Theodore Dunham Jr. [en] descobriram que a quantidade de oxigênio na atmosfera de Marte era inferior a um por cento da quantidade existente em uma área comparável na Terra.
Em 1927, o estudante holandês Cyprianus Annius van den Bosch determinou a massa de Marte com base nos movimentos das luas marcianas, com uma precisão de 0,2%. Esse resultado foi confirmado pelo astrônomo holandês Willem de Sitter e publicado postumamente em 1938. Usando observações do asteroide próximo da Terra Eros, de 1926 a 1945, o astrônomo germano-americano Eugene K. Rabe [en] conseguiu fazer uma estimativa independente da massa de Marte, bem como dos outros planetas do Sistema Solar interior, a partir das perturbações gravitacionais do asteroide pelo planeta. Sua margem de erro estimada era de 0,05%, mas verificações posteriores sugeriram que seu resultado era mal determinado em comparação com outros métodos.
Durante a década de 1920, o astrônomo francês Bernard Lyot utilizou um polarímetro para estudar as propriedades da superfície da Lua e dos planetas. Em 1929, ele observou que a luz polarizada emitida pela superfície marciana era muito semelhante à irradiada pela Lua, embora ele tenha especulado que suas observações poderiam ser explicadas pela geada e possivelmente pela vegetação. Com base na quantidade de luz solar dispersa pela atmosfera marciana, ele estabeleceu um limite superior de 1/15 da espessura da atmosfera da Terra. Isso restringiu a pressão na superfície a um valor não superior a 2,4 kPa (24 mbar). Em 1947, utilizando espectrometria de infravermelhos, o astrônomo holandês-americano Gerard Kuiper detectou dióxido de carbono na atmosfera marciana. Ele foi capaz de estimar que a quantidade de dióxido de carbono em uma determinada área da superfície era o dobro da existente na Terra. No entanto, por ter superestimado a pressão na superfície de Marte, Kuiper concluiu erroneamente que as calotas polares não podiam ser compostas por dióxido de carbono congelado. Em 1948, o meteorologista americano Seymour L. Hess [en] determinou que a formação das finas nuvens marcianas exigiria apenas 4 mm (0,16 polegadas) de precipitação de água e uma pressão de vapor de 0,1 kPa (1,0 mbar).
A primeira nomenclatura padrão para as características do albedo marciano foi introduzida pela União Astronômica Internacional (IAU) quando, em 1960, eles adotaram 128 nomes do mapa de Antoniadi de 1929 chamado La Planète Mars. O Grupo de Trabalho para Nomenclatura de Sistemas Planetários (WGPSN) foi criado pela IAU em 1973 para padronizar o esquema de nomenclatura para Marte e outros corpos.

## Sensoriamento remoto

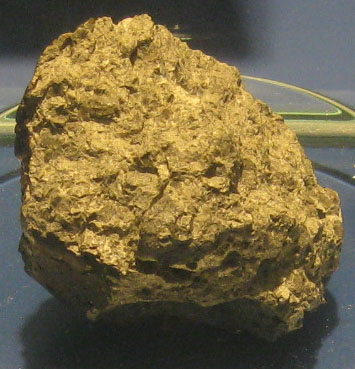
Fotografia do meteorito marciano ALH84001.

O Programa Internacional de Patrulha Planetária [en] foi formado em 1969 como um consórcio para monitorar continuamente as mudanças planetárias. Esse grupo global concentrou-se na observação de tempestades de poeira em Marte. Suas imagens permitem que os padrões sazonais marcianos sejam estudados globalmente e mostraram que a maioria das tempestades de poeira marcianas ocorre quando o planeta está mais próximo do Sol.
Desde a década de 1960, naves espaciais robóticas foram enviadas para explorar Marte a partir da órbita e da superfície, com grande detalhamento. Além disso, a detecção remota de Marte a partir da Terra, por meio de telescópios terrestres e em órbita, tem continuado em grande parte do espectro eletromagnético. Essas observações incluem estudos de infravermelho para determinar a composição da superfície, observações ultravioleta e submilimétricas [en] da composição atmosférica e medições radioelétricas das velocidades do vento.
O Telescópio Espacial Hubble (HST) tem sido utilizado para realizar estudos sistemáticos de Marte e obteve as imagens de maior resolução do planeta já captadas da Terra. Esse telescópio pode produzir imagens úteis do planeta quando ele está a uma distância angular de pelo menos 50° do Sol. O HST pode capturar imagens de um hemisfério, o que permite observar sistemas meteorológicos inteiros. Telescópios terrestres equipados com dispositivos de carga acoplada podem produzir imagens úteis de Marte, permitindo a monitorização regular do clima do planeta durante as oposições.
A emissão de raios-X de Marte foi observada pela primeira vez pelos astrônomos em 2001, utilizando o Observatório de Raios-X Chandra, e em 2003 foi demonstrado que tinha dois componentes. O primeiro componente é causado pela dispersão de raios-X do Sol na atmosfera superior de Marte; o segundo provém de interações entre íons que resultam em uma troca de cargas. A emissão dessa última fonte foi observada até oito vezes o raio de Marte pelo observatório em órbita XMM-Newton.
Em 1983, a análise do grupo de meteoritos shergotty, nakhlite [en] e chassigny (SNC) mostrou que eles podem ter tido origem em Marte. Acredita-se que o meteorito Allan Hills 84001, descoberto na Antártida em 1984, também tenha se originado em Marte, mas sua composição é completamente diferente da do grupo SNC. Em 1996, foi anunciado que esse meteorito poderia conter evidências de fósseis microscópicos de bactérias marcianas. No entanto, essa descoberta continua a ser controversa. A análise química dos meteoritos marcianos encontrados na Terra sugere que a temperatura ambiente próxima da superfície de Marte esteve muito provavelmente abaixo do ponto de congelamento da água (0 °C) durante grande parte dos últimos quatro bilhões de anos.

## Observações

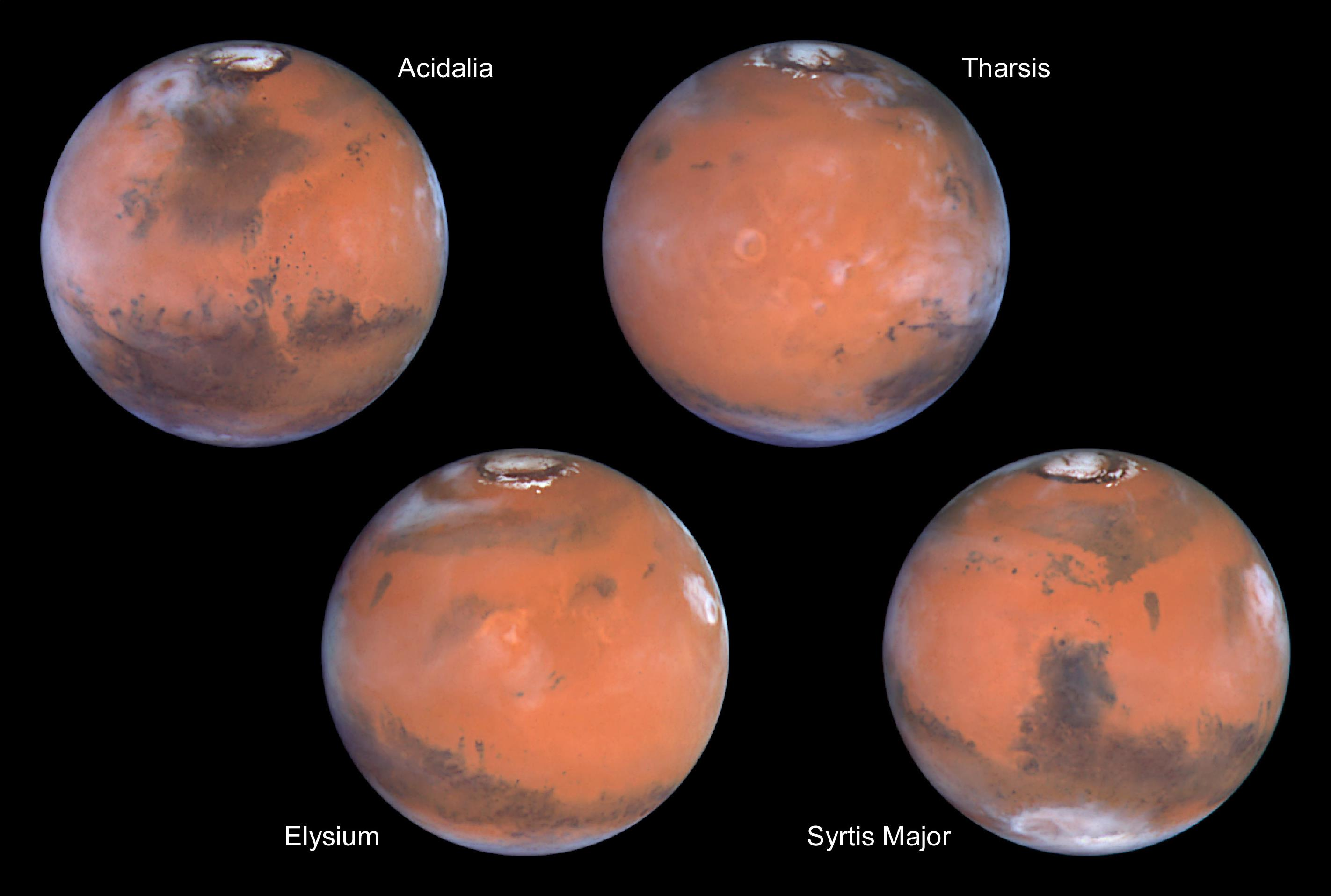
Marte durante a oposição de 1999, visto pelo telescópio espacial.
Marte na sua oposição de 2018, com a sua atmosfera nublada por uma tempestade de poeira global que extinguiu a sonda espacial Opportunity, movido a energia solar.
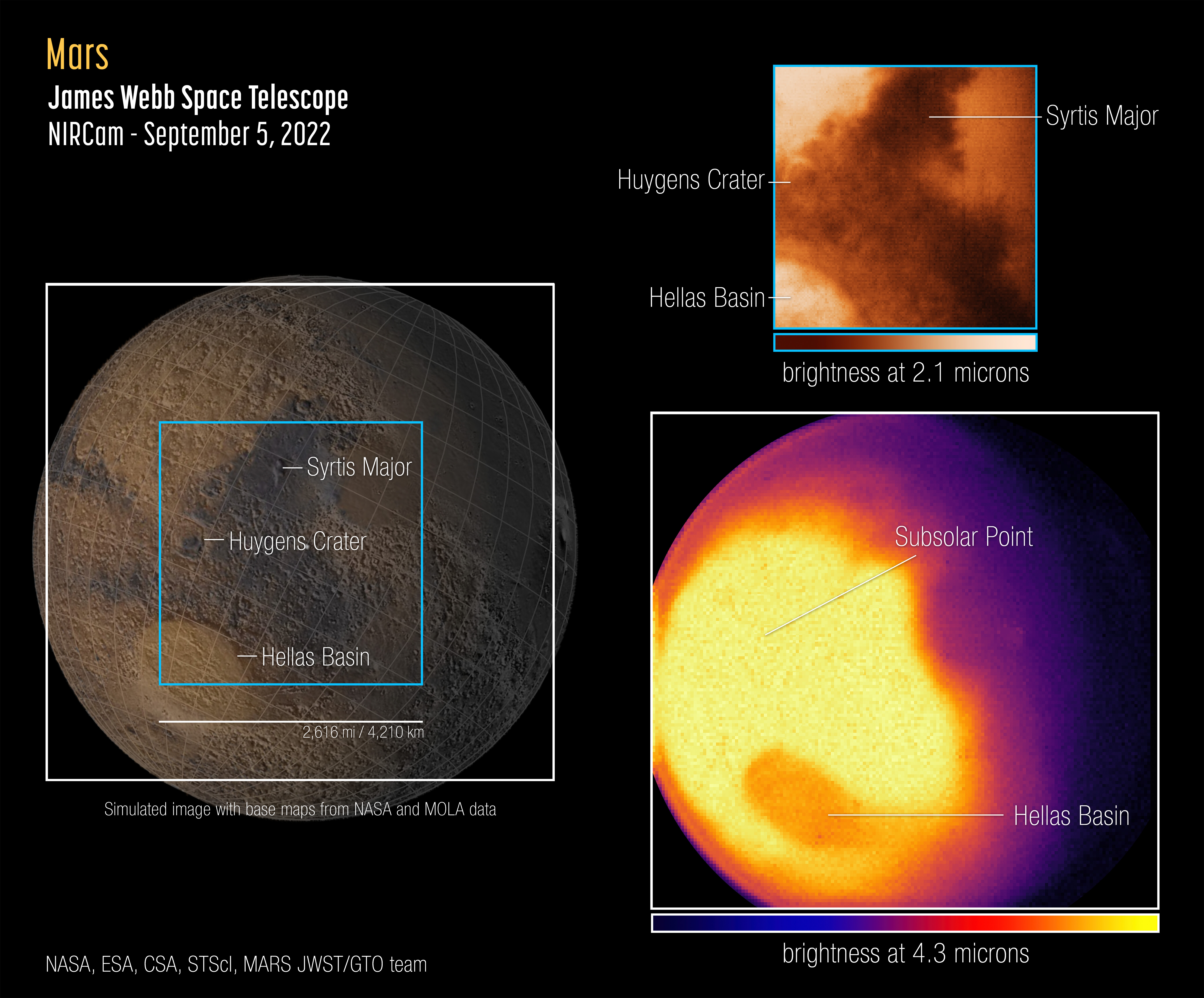
O Telescópio Espacial James Webb captou as suas primeiras imagens e espectros de Marte em 5 de setembro de 2022.